# Java Runtime Environment
In informatica il JRE (o Java Runtime Environment) è un ambiente di esecuzione per applicazioni scritte in linguaggio Java, distribuito gratuitamente da Sun Microsystems.

## Descrizione
In quanto tale contiene la Java Virtual Machine, le librerie standard (API Java) e un launcher per le applicazioni Java, necessario per avviare i programmi scritti in linguaggio Java e già compilati in bytecode; è dunque necessario quando si hanno programmi scritti in Java forniti già compilati in bytecode. Materialmente JRE è un plugin per browser in quanto è impiegato per applicazioni web che contengono componenti scritte in Java.
Esso non costituisce un ambiente di sviluppo software e non contiene strumenti di sviluppo (compilatori e/o debugger): per poter sviluppare in Java a monte, a partire dal codice sorgente, è necessario infatti il Java Development Kit (che tipicamente contiene anche il JRE), anch'esso distribuito gratuitamente dalla Sun. Molti IDE offrono inoltre la possibilità di agganciare (linkare) la JRE e poter così sviluppare i propri programmi coadiuvati dell'editor.
Rilasciato in versione 32 bit e 64 bit, ad oggi, l'ultima versione della Java 2 Platform, Standard Edition Runtime Environment è la versione 19 (rilasciata il 20 settembre 2022): ogni versione ha molti aggiornamenti (detti anche build) che vengono rilasciati durante il periodo di sviluppo (ad es. JRE 6 è arrivato sino all'aggiornamento 45, mentre JRE 7 all'aggiornamento 51; a maggio 2019 JRE versione 8 era in aggiornamento 211 (rilasciata il 16 aprile 2019).